# Hedda Gardsjord
Hedda Strand Gardsjord és una defensa de futbol noruega amb 33 internacionalitats per Noruega, amb la qual va arribar a les semifinals de l'Eurocopa 2009 i va caure a la primera fase del Mundial 2011.

## Trajectòria
| Temporades  | Lliga             | Club              | P   | G  | Actualitzat |
| ----------- | ----------------- | ----------------- | --- | -- | ----------- |
|             | D1                | IL Jutul          |     |    |             |
| 2002 - 2005 | D3                | VCU Rams          |     |    |             |
| 2000 - act. | D1                | Røa IL            | 240 | 09 | 19/11/2016  |
|             |                   |                   |     |    |             |
| 2009 - act. | Selecció absoluta | Selecció absoluta | 033 | 0  | 19/11/2016  |

## Palmarès
| Títols — Clubs |
| 4 Lligues      |
| 4 Copes        |